# Rogério Leichtweis
Rogério Luis Leichtweis (* 28. Juni 1988 in Santa Rita, Paraguay) ist ein ehemaliger paraguayischer Fußballspieler, der im Sturm vorrangig als Mittelstürmer eingesetzt wird. Sein Spitzname lautet El Niño (span. für „der Junge“).

## Karriere

### Verein
Leichtweis begann seine Karriere beim Club Olimpia aus Asunción. Danach wechselte er zum Stadtkonkurrenten Club Libertad. Von 2009 bis 2010 wurde Leichtweis an Tacuary FC ausgeliehen. Dort kam er erst in der Saison 2010 zu vier Einsätzen.
Für die Spielzeit 2011 wurde Leichtweis an den Zweitligisten Club Sportivo San Lorenzo ausgeliehen. Hier wurde er Stammspieler und mit 14 Toren in 26 Spielen Torschützenkönig.
Auch für die Spielzeit 2012 wurde Leichtweis verliehen. Er spielte ein Jahr lang für den Erstligaaufsteiger Club Cerro Porteño (Presidente Franco). Auch hier war er Stammspieler und gehörte mit 14 Toren aus 36 Spielen zu den torgefährlichsten Spielern der Primera División.
Im Dezember 2012 gab der kolumbianische Erstligist Deportes Tolima die Verpflichtung von Leichtweis bekannt. Dieser unterschrieb einen Leihvertrag über ein Jahr gültig ab Januar 2013. Außerdem sicherte sich der Klub eine Kaufoption. Die Option wurde nicht gezogen und bis zu seinem Karriereende 2021 kam es zu keinen besonderen Verpflichtungen mehr.

### Nationalmannschaft
Leichtweis wurde im November 2012 das erste Mal vom Nationaltrainer der paraguayischen Nationalmannschaft Gerardo Pelusso zu einem Länderspiel eingeladen. Dabei wurde er für das Freundschaftsspiel gegen Guatemala am 14. November 2012 für den verletzten Lucas Barrios nachnominiert. Er kam jedoch beim 3:1-Heimsieg nicht zum Einsatz.